# Амгуэма (село)
Амгуэ́ма (чук. Оʼмваам, от уʼм-/оʼм- «широкий» + -вээм/-ваам «река») — национальное чукотское село в Иультинском районе Чукотского автономного округа России.

## География
Расположено на правом берегу реки Амгуэма, на 91-м километре трассы Иультин — Эгвекинот.

## История
До 2015 года образовывало сельское поселение Амгуэма.

## Население
| 2002 | 2009 | 2010 | 2011 | 2012 | 2013 | 2014 |
| ---- | ---- | ---- | ---- | ---- | ---- | ---- |
| 521  | ↘492 | ↗531 | ↘477 | ↗503 | ↘482 | ↘459 |
| 2015 | 2019 | 2021 |      |      |      |      |
| ↘435 | ↘399 | ↗499 |      |      |      |      |

## Экономика и социальная инфраструктура
Основное занятие местных жителей — оленеводство, здесь находится центральная усадьба муниципального сельхозпредприятия «Амгуэма» (ранее — совхоз «Полярник»).
Электроснабжение села осуществляется Эгвекинотской ГРЭС посредством высоковольтной ЛЭП, имеется резервный источник питания — маломощная ДЭС, обеспечивающее аварийное энергоснабжение местной котельной и насосной водовода.
Действуют средняя школа, детский сад «Оленёнок», участковая больница, узел связи, клуб, пекарня, магазин.
Два раза в неделю (во вторник и четверг) ходит рейсовый автобус по маршруту «п. Эгвекинот — с. Амгуэма». Рейсы осуществляются на автобусе вахтового типа на шасси Урал-4320.
В селе построено: 2 дома четырёхэтажных, 2 трёхэтажных, 3 двухэтажных, а также несколько новых коттеджей.
Улицы села: Магистральная, Северная, Набережная, Центральная.
В селе запрещена торговля спиртным во все дни недели, кроме субботы.

## Жители села
В селе живёт более пятисот человек — в основном, чукчи-оленеводы, которых редко встретишь дома. Они живут в оленеводческих бригадах жизнью своих предков — в ярангах, носят одежду из шкур оленя. Амгуэмская группа чукчей в наибольшей степени сохранила традиционный уклад жизни. В августе проводится древний обрядовый праздник — выльгынкоранымат — Праздник молодого оленя. Во время забоя телят на шкуры для зимней одежды чукчи совершают приношение жертв духам тундры и предков. В конце праздника женщины готовят обрядовое блюдо киелет: у забитого оленя вскрывается желудок и его непереваренное содержимое закладывается в котёл. Все это заливается свежей оленьей кровью, добавляется мясо, дикий лук, ставится на огонь и варится до готовности. После ритуальной трапезы начинается игра на ярарах, пение, танцы, спортивные состязания.